# Liste der Kulturgüter in Löhningen
Die Liste der Kulturgüter in Löhningen enthält alle Objekte in der Schweizer Gemeinde Löhningen im Kanton Schaffhausen, die gemäss der Haager Konvention zum Schutz von Kulturgut bei bewaffneten Konflikten, dem Bundesgesetz vom 20. Juni 2014 über den Schutz der Kulturgüter bei bewaffneten Konflikten sowie der Verordnung vom 29. Oktober 2014 über den Schutz der Kulturgüter bei bewaffneten Konflikten unter Schutz stehen.
Objekte der Kategorie A sind im Gemeindegebiet nicht ausgewiesen, Objekte der Kategorie B sind vollständig in der Liste enthalten, Objekte der Kategorie C fehlen zurzeit (Stand: 1. Januar 2023).

## Kulturgüter
| Foto |                                                                                    | Objekt                                                            | Kat. | Typ | Standort                            | Beschreibung |
| ---- | ---------------------------------------------------------------------------------- | ----------------------------------------------------------------- | ---- | --- | ----------------------------------- | ------------ |
| ja   | Datei hochladen · Wikidata zu Steineggerscheune und Spitaltrotte (Q29787274)       | Zehnten- oder Spitaltrotte KGS-Nr.: 04336                         | A    | G   | Herrengasse 23.1 683601 / 283901    |              |
| BW   | Datei hochladen                                                                    | Burg, mittelalterliche Motte KGS-Nr.: 06602                       | B    | F   | 681980 / 283750                     |              |
| BW   | Datei hochladen                                                                    | Gehr, bronzezeitliche Gräber und Siedlung KGS-Nr.: 07102          | B    | F   | 683846 / 283954                     |              |
| ja   | Datei hochladen · Wikidata zu Bahnhof Löhningen (Q29787256)                        | Bahnhof, Stationsgebäude der ehemaligen Tramlinie KGS-Nr.: 10156  | B    | G   | Hauptstrasse 56 683546 / 283992     |              |
| BW   | Datei hochladen · Wikidata zu Hofzeile (Q29787267)                                 | Hofzeile KGS-Nr.: 14215                                           | B    | G   | Rössligasse 44–46 683683 / 284231   |              |
| BW   | Datei hochladen · Wikidata zu Frohsinn (Q29787258)                                 | Haus Frohsinn KGS-Nr.: 14216                                      | B    | G   | Rössligasse 2 683669 / 284027       |              |
| ja   | Datei hochladen · Wikidata zu Haus zur Blume (Q29787262)                           | Haus zur Blume KGS-Nr.: 14217                                     | B    | G   | Hauptstrasse 20 683736 / 284034     |              |
| BW   | Datei hochladen · Wikidata zu Hofzeile (Q29787264)                                 | Hofzeile KGS-Nr.: 14218                                           | B    | G   | Kloster 2–6 683632 / 283800         |              |
| ja   | Datei hochladen · Wikidata zu Reformierte Kirche mit Kirchenumfriedung (Q29787270) | Reformierte Kirche Pfarrhaus mit Kirchenumfriedung KGS-Nr.: 14220 | B    | G   | Kloster 683652 / 283757             |              |
| BW   | Datei hochladen · Wikidata zu Storchen (Q29787276)                                 | Haus Storchen KGS-Nr.: 14222                                      | B    | G   | Herrengasse 30 683564 / 283863      |              |
| ja   | Datei hochladen · Wikidata zu Haus zum Engel (Q29787260)                           | Haus zum Engel KGS-Nr.: 14223                                     | B    | G   | Hauptstrasse 74 683472 / 283992     |              |
| BW   | Datei hochladen · Wikidata zu Wohnhaus / Oekonomie (Q29787278)                     | Wohnhaus mit Ökonomie KGS-Nr.: 14224                              | B    | G   | Schützengraben 9–11 683558 / 284056 |              |
| BW   | Datei hochladen · Wikidata zu Sonnenhof (Q29787272)                                | Haus Sonnenhof KGS-Nr.: 14225                                     | B    | G   | Schützengasse 20 683584 / 284100    |              |
| BW   | Datei hochladen · Wikidata zu Wohnhaus / Oekonomie (Q29787280)                     | Wohnhaus mit Ökonomie KGS-Nr.: 14226                              | B    | G   | Hauptstrasse 38 683604 / 284037     |              |